# NGC 1356
NGC 1356 (również PGC 13035) – galaktyka spiralna z poprzeczką (SBbc), znajdująca się w gwiazdozbiorze Zegara. Odkrył ją John Herschel 23 grudnia 1837 roku.